# Acritoptila pearsoni
Acritoptila pearsoni är en nattsländeart som beskrevs av Wells 1990. Acritoptila pearsoni ingår i släktet Acritoptila och familjen smånattsländor. Inga underarter finns listade i Catalogue of Life.